# تپه بالابان
قلعه بالابان در جنوب شرقی انبار مرکزی وزارت نیرو و شرق محوطه شرکت دام و علوفه تلیسه و در شرق قره تپه قلعه روستای بزرگی وجود دارد که در گذشته شامل دو بخش ، یک بخش مسکونی و یک بخش زراعی بوده است.در جنوب غرب آن دو قلعه کوچکتر قرار دارد. ولی محل سکونت اصلی اهالی روستا در قلعه بزرگتر بوده است. این قلعه در دوره قاجار ساخته شده است.بسیاری از فضاهای مورد استفاده قلعه هنوز پا برجاست 

این اثر در تاریخ ۲۵ اسفند ۱۳۷۹ با شمارهٔ ثبت ۳۵۰۳ به‌عنوان یکی از آثار ملی ایران به ثبت رسیده‌است.